# Achelous (stolica tytularna)
Achelous (łac. Dioecesis Acheloius) – stolica historycznej diecezji w Cesarstwie Rzymskim (prowincja Epirus), współcześnie w Grecji. Od 1933 katolickie biskupstwo tytularne (wakujące od 1981).

## Biskupi tytularni
| Lp. | Biskup               | Funkcja                                                                   | Od               | Do               |
| --- | -------------------- | ------------------------------------------------------------------------- | ---------------- | ---------------- |
| 1   | Emile Durrheimer SMA | wikariusz apostolski Katioli (Wybrzeże Kości Słoniowej)                   | 15 maja 1952     | 14 września 1955 |
| 2   | Stanislaus Tigga     | biskup koadiutor Raigarh–Ambikapur (Indie)                                | 7 listopada 1955 | 24 grudnia 1957  |
| 3   | Owen Noel Snedden    | biskup pomocniczy Wellington, następnie wikariusz wojskowy Nowej Zelandii | 23 maja 1962     | 17 kwietnia 1981 |